# Федеральный научно-клинический центр физико-химической медицины им. Ю. М. Лопухина
Федеральный научно-клинический центр физико-химической медицины им. академика Ю. М. Лопухина (ФНКЦ ФХМ им. Ю. М. Лопухина) — учреждение ФМБА России, объединяющее в себе научно-исследовательский институт, клиническую больницу № 123, детскую и взрослую поликлиники. Организационно-правовая форма Центра — федеральное государственное бюджетное учреждение.

## Структура

### Научно-исследовательский институт
Научно-исследовательский институт Центра расположен по адресу Москва, Малая Пироговская ул., 1А. Он включает лабораторный комплекс и лекционные аудитории. В НИИ ведётся исследовательская и образовательная деятельность, с 2023 г. открыт прием в аспирантуру по направлениям «Молекулярная биология» и «Биофизика».
Научно-исследовательский институт проводит научные исследования, включающие:
- Развитие персонализированной медицины на основе омиксных технологий, биоинформатических методов, тканевой и клеточной инженерии[3].
- Изучение физико-химических основ развития социально-значимых заболеваний человека. В частности, изучается значение роли окислительного стресса у больных ишемической болезнью сердца для ранней диагностики развития осложнений; изучается вклад генетических механизмов в формировании резистентности к лекарственным препаратам возбудителей госпитальных и хронических инфекций (гонококка, пневмококка, микобактерий туберкулеза)[4].
- Создание и внедрение оригинальных методов диагностики, основанных на новых данных о физико-химических закономерностях развития заболеваний человека. Например, разрабатываются новые флуоресцентные методы определения изменений в составе и конформации белков плазмы крови при патологических процессах; разрабатываются глюкозо-селективные голографические сенсоры на основе гидрогелевых матриц для экспресс-диагностики диабета[4].
- Разработку и внедрение новых методов лечения, направленных на восстановление внутренней среды организма. Так, в институте проводятся испытания отечественных энтеросорбентов в экспериментальных и клинических условиях[4].

### Клиническая больница персональной медицины № 123
Клиническая больница персональной медицины № 123, рассчитанная на 400 коек, находится в г. Одинцово Московской области, по адресу: Красногорское шоссе, дом 15.
В клинической больнице № 123 работают: Токсикологический центр, Центр гнойной хирургической инфекции, Центр лучевой диагностики, Центр диабетической стопы ФМБА России, Центр анестезиологии и реанимации, Центр лабораторной диагностики. В больнице открыты специализированные отделения нейрохирургическое, урологическое, кардиологическое, гастроэнтерологическое, гнойной хирургии, лечения острых отравлений, гемодиализа, компьютерной диагностики, магнитно-резонансной диагностики. В клинике развернуты лаборатории: химико-токсикологическая, молекулярной диагностики, бактериологическая.

### Центр молекулярной медицины и диагностики
На базе клинической больницы № 123 открыт Центр молекулярной медицины и диагностики, реализующий стратегию трансляционной медицины — междисциплинарного направления, призванного сблизить фундаментальные научные наработки и практическую медицину.

### Центр технологий и микрофабрикации
В центре технологий и микрофабрикации осуществляется разработка новых методов диагностики на основе микрофлюидики и нанотехнологий, фотоники и плазмоники, разработка и мелкосерийный выпуск микроэлектромеханических систем для медицинских и научных целей. Центр технологии и микрофабрикации находится в здании, в котором обеспечивается контроль климата, содержания частиц в воздухе, давления и подведены высокоочищенные газы для работы. Лабораторные, производственные и вспомогательные инженерные помещения спроектированы и оборудованы с учётом современных требований к участкам микрофабрикации и фотолитографии, где для работы необходимы чистые помещения.

## История
История центра началась в 1981 году, когда по инициативе академика РАМН Юрия Михайловича Лопухина при 2-м  Московском ордена Ленина государственном медицинском институте имени Н. И. Пирогова (2-й МОЛГМИ им. Н. И. Пирогова) был организован Научно-исследовательский институт физико-химической медицины (НИИ ФХМ). В НИИ ФХМ объединились сотрудники и лаборатории 2-го МОЛГМИ им. Н. И. Пирогова, работавшие вместе с Ю. М. Лопухиным над проблемами атеросклероза и иммунокоррекции, а также над созданием сорбционных методов для медицины. При организации института его директором стал академик РАМН, профессор Ю. М. Лопухин. В 1984 году, после переезда 2-го МОЛГМИ им. Н. И. Пирогова в новое здание на ул. Островитянова, институт приобрел самостоятельность в качестве НИИ ФХМ Минздрава РСФСР. В 2006 году академик РАМН, профессор Валерий Иванович Сергиенко сменил Ю. М. Лопухина на посту директора НИИ ФХМ. В 2015 году институт был преобразован в научно-клинический центр ФМБА путём присоединения клинической больницы № 123 ФМБА. В 2015—2021 годах директором Центра был академик РАН Вадим Маркович Говорун, под его руководством произошла реорганизация учреждения в многопрофильный научно-исследовательский и клинический центр, в котором начали реализовывать принципы персонализированной медицины, основанной на применении омиксных технологий, биоинформатики, клеточной терапии, тканевой инженерии. В 2019 году ФНКЦ ФХМ стал одной из четырёх научно-исследовательских организаций, на базе которых был создан Центр высокоточного редактирования и генетических технологий для биомедицины, созданного в рамках национального проекта «Наука». В 2020 году в учреждении был создан Центр молекулярной медицины и диагностики, призванный реализовывать принципы трансляционной медицины. В 2021 году генеральным директором ФНКЦ ФХМ ФМБА России была назначена Мария Андреевна Лагарькова, член-корреспондент РАН. В 2021 году Центру, к сорокалетию учреждения НИИ ФХМ, было присвоено имя академика Юрия Михайловича Лопухина. В сентябре 2021 года на базе ФНКЦ ФХМ был открыт Центр технологий и микрофабрикации.

### История наименований
- 1984 — Научно-исследовательский институт физико-химической медицины Минздрава РСФСР;
- 2004 — ФГУ «Научно-исследовательский институт физико-химической медицины» Росздрава;
- 2009 — ФГУ «Научно-исследовательский институт физико-химической медицины» ФМБА России;
- 2011 — ФГБУH «Научно-исследовательский институт физико-химической медицины» ФМБА России;
- 2015 — ФГБУ «Федеральный научно-клинический центр физико-химической медицины» ФМБА России[10];
- 2021 — ФГБУ «Федеральный научно-клинический центр физико-химической медицины им. Ю. М. Лопухина» ФМБА России.

### Награды и премии сотрудников Центра
- 1995 — Заместитель директора В. И. Сергиенко и сотрудники института А. К. Мартынов, М. А. Мурина, В. Е. Формазюк, О. М. Панасенко получили Премию Правительства Российской Федерации 1995 года в области науки и техники — за разработку и внедрение электрохимических методов детоксикации в медицине[15].
- 1996 — Директор НИИ ФХМ Ю. М. Лопухин и сотрудники института В. Я. Арион, Ю. Н. Бреусов, И. В. Зимина получили Премию Правительства Российской Федерации 1996 года в области науки и техники — за разработку, внедрение в промышленное производство и клиническую практику нового типа иммунокорригирующих лекарственных препаратов пептидной природы: тактивина и миелопида[16]
- 2002 — Директор НИИ ФХМ Ю. М. Лопухин получил Премию Правительства Российской Федерации 2002 года в области науки и техники — за создание отечественного препарата для лечения заболеваний печени «Фосфоглив»[17]
- 2013 — Директор НИИ ФХМ В. И. Сергиенко получил Премию Правительства Российской Федерации 2013 года в области науки и техники — за создание, производство и внедрение в медицинскую практику инновационного отечественного противовирусного препарата Панавир[18]
- 2019 — Генеральный директор Центра В. М. Говорун награждён медалью ордена «За заслуги перед Отечеством» II степени — за большой вклад в развитие здравоохранения и медицинской науки[19].
- 2020 — Генеральный директор Центра В. М. Говорун и заведующий лабораторией В. Н. Лазарев награждены орденами Пирогова — за вклад в борьбу с коронавирусной инфекцией[20].
- 2023 — Научный руководитель Центра В. И. Сергиенко награждён орденом Пирогова — за заслуги в области здравоохранения и многолетнюю добросовестную работу[21].
- 2024 — Руководитель стоматологического центра клинической больницы №123 Р. М. Гветадзе награждён орденом Пирогова — за большой вклад в развитие отечественной наукки и в связи с 300-летием со дня основания Российской академии наук[22].

## Здание
Научно-исследовательский институт Центра располагается в бывшем учебном корпусе 2-го Московского медицинского института, построенном в 1936 году по проекту архитектора Н. И. Транквиллицкого. Барельефы для главного фасада выполнены скульптором И. М. Бирюковым. Фасады учебного корпуса были оформлены с учётом включения в общий ансамбль Московских Высших Женских Курсов, основное здание которого спроектировано архитектором С. У. Соловьевым в 1910—1912 гг.. Здание Центра признано объектом культурного наследия г. Москвы. В 1960 году перед зданием был поставлен памятник Н. И. Пирогову (скульптор В. И. Гордон). В 1972 году рядом со зданием была установлена мемориальная стелла с именами погибших во время Великой Отечественной войны 1941-45 гг. преподавателей, студентов и сотрудников 2-го Московского Медицинского института (архитектор Л. И. Штутман). Внутри здания, в вестибюле, в 2021 году установлен бюст академика Ю. М. Лопухина и мемориальная доска в его честь. В феврале 2023 года там же установлена мемориальная доска в честь Эммануила Марковича Когана, который работал в Центральной исследовательской лаборатории 2-го Московского государственного медицинского института, был первым деканом медико-биологического факультета этого института, а затем долгие годы руководил лабораторией в НИИ ФХМ.

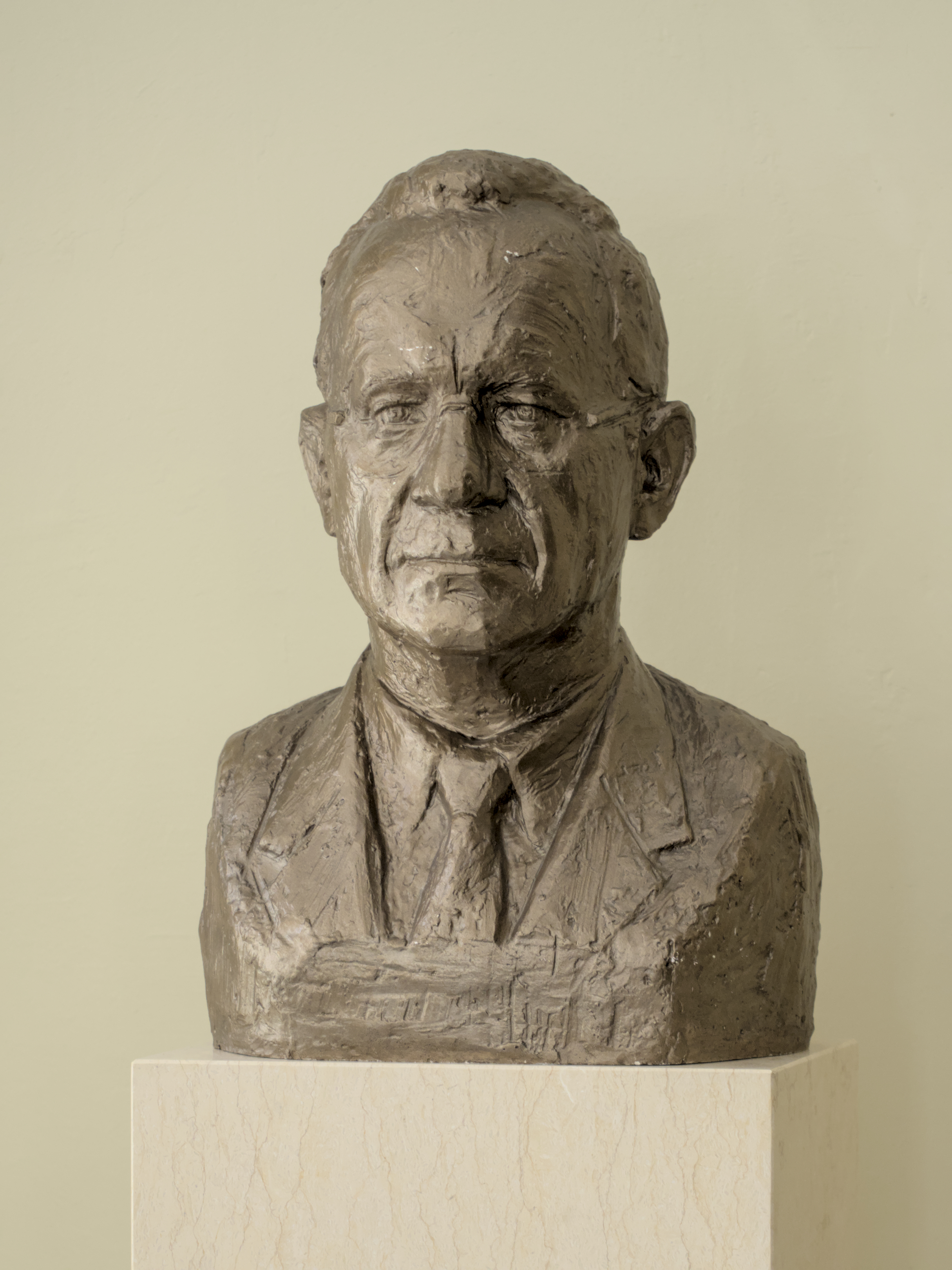
Бюст Ю. М Лопухина
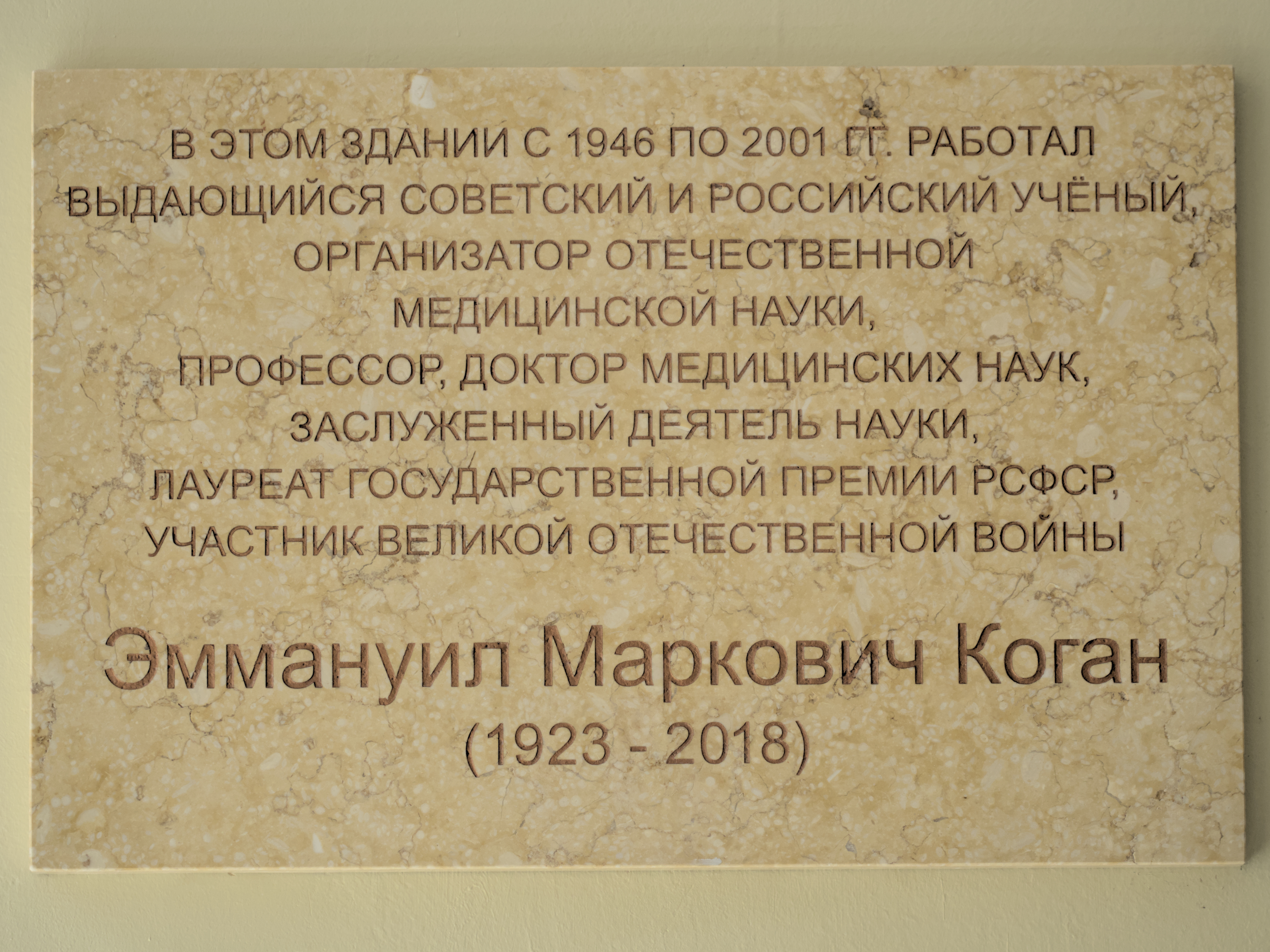
Мемориальная доска, установленная к 100-летию Э. М. Когана
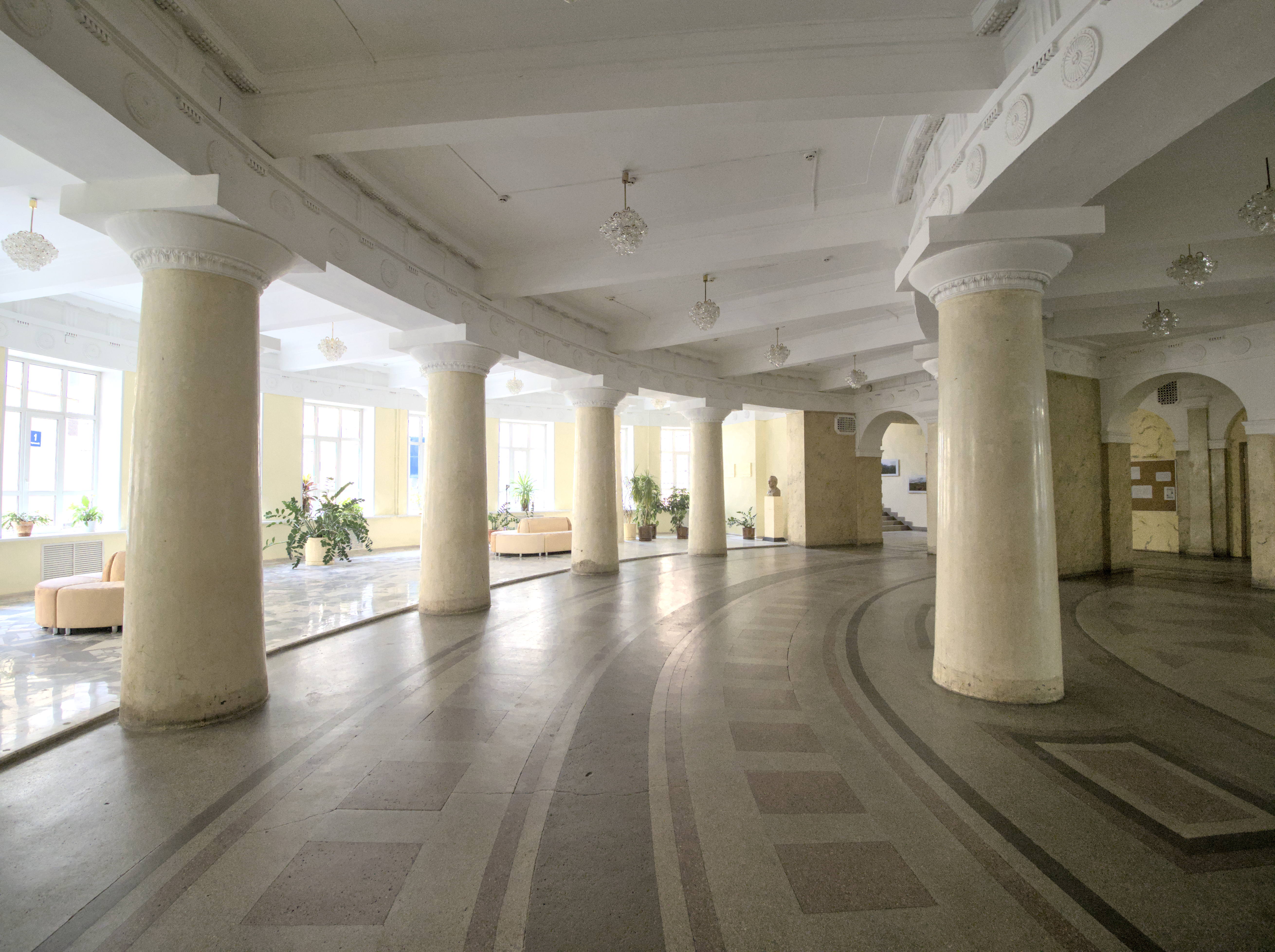
Вестибюль
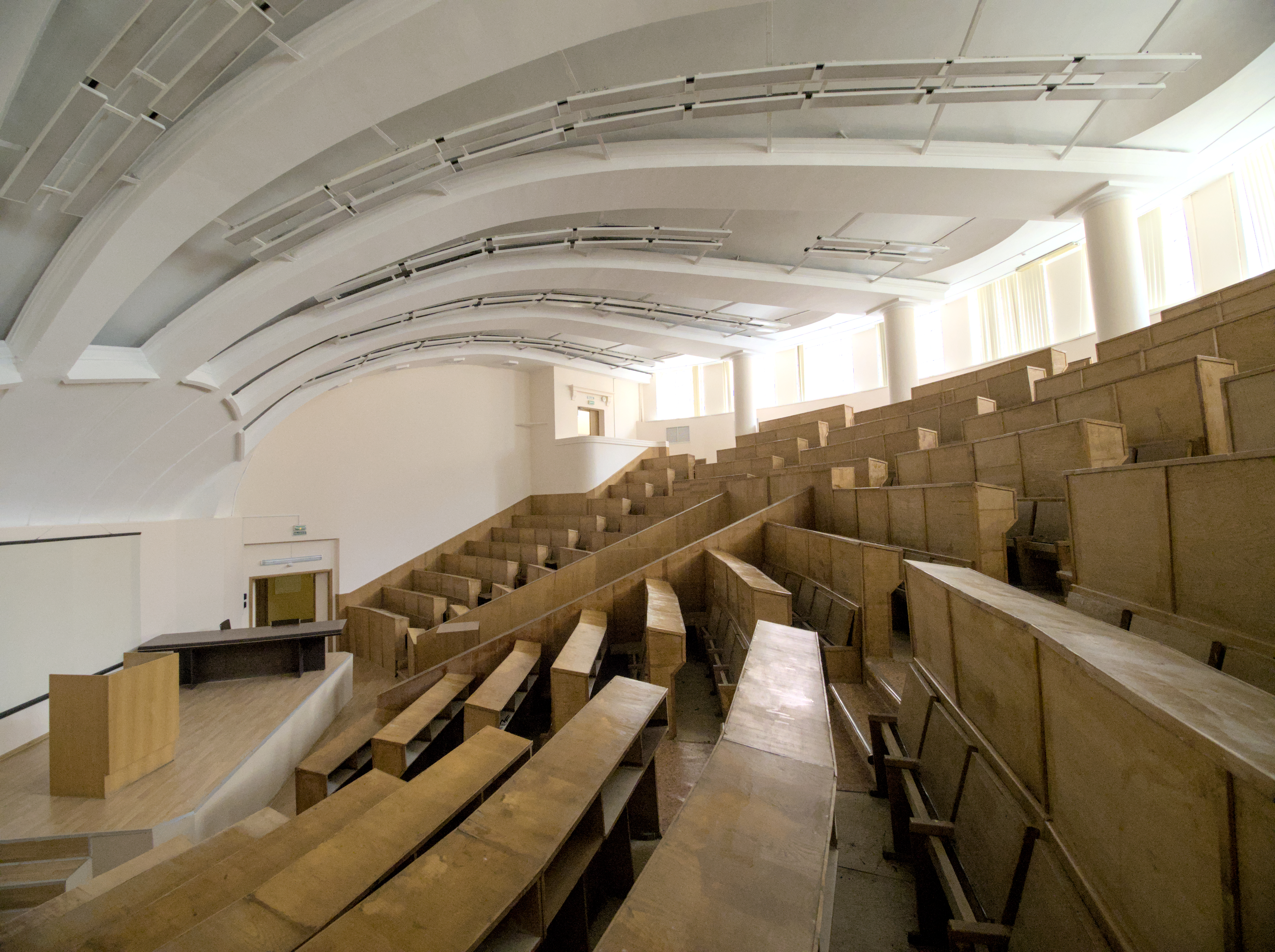
Лекционная аудитория